# Burlington (Washington)
Burlington é uma cidade localizada no estado norte-americano de Washington, no Condado de Skagit.

## Demografia
Segundo o censo norte-americano de 2000, a sua população era de 6757 habitantes. 
Em 2006, foi estimada uma população de 8642, um aumento de 1885 (27.9%).

## Geografia
De acordo com o United States Census Bureau tem uma área de 
11,3 km², dos quais 10,9 km² cobertos por terra e 0,4 km² cobertos por água.

## Localidades na vizinhança
O diagrama seguinte representa as localidades num raio de 12 km ao redor de Burlington. 